# Заречное (Ульяновская область)
Заречное — село Барышского района Ульяновской области России. Входит в Старотимошкинское городское поселение. Расположено на реке Малая Свияга.

## История
Основано во второй половине XVII века казаками, для охраны на подступах к Симбирской засечной черте. 
Первая церковь была двухпрестольной: в честь Тихвинской иконы Божией Матери и Иоанна Милостивого, которую купили в селе Акшуат.
В 1780 году, при создании Симбирское наместничество, село Бештановка, при речке Малой Свияге, казаки были переведены в пахотных солдат, и в помещиковых крестьян, вошло в состав Тагайский уезд. С 1796 года — в  Сенгилеевском уезде Симбирской губернии.
В 1859 году село Бештановка, на коммерческом тракте из г. Карсуна в г. Сызрань, имелось две церкви, входило в состав 3-го стана Сенгилеевского уезда Симбирской губернии.
Школ две: земская, открыта в 1859 г., и церковная школа грамоты, открыта в 1899 г., помещается в общественном здании. 
В 1872 году прихожанами был построен новый деревянный Храм. Престолов в нём три: главный — в честь Рождества Пресвятые Богородицы и в приделах — в правом в честь Рождества св. пророка Предтечи и Крестителя Господня Иоанна и в левом — во имя св. великомученика Димитрия Солунского. В 1992 году он сгорел.
В 1960 г. указом Президиума Верховного Совета РСФСР село Бештановка переименовано в Заречное.

## Население
| 2010 |
| ---- |
| 775  |

В 1780 году — 357 ревизских душ.
В 1859 году — в 140 дворах жило: 675 муж. и 769 жен.; 
В 1900 году — в 278 дворах: 987 м. и 1068 ж.;

## Достопримечательности
- «Поникший» родник, святой источник великомученицы Параскевы Пятницы у села Заречное[8].
- Храм в честь Рождества Пресвятой Богородицы (открыт 21 сентября 2006 года)[2].